# Joseph-Eugéne Allet
Joseph-Eugéne Allet (Loèche-les-Bains, 18 febbraio 1814 – Loèche-les-Bains, 23 marzo 1878) è stato un ufficiale svizzero.

## Biografia
Il 16 maggio 1832 si ingaggiò con il grado di sottotenente nel 2º reggimento della legione straniera. Fu promosso tenente il 17 dicembre 1836 e infine capitano il 17 gennaio 1852. Nel 1860, fu promosso al grado di maggiore il 1 febbraio e tenente colonnello il 7
agosto dello stesso anno.
Il 21 marzo 1861, con lo stesso grado di tenente colonnello, fu integrato nel corpo degli zuavi pontifici. Il 16 dicembre 1866, divenne colonnello. Fu promosso generale dopo la vittoria della battaglia di Mentana contro le truppe di Giuseppe Garibaldi del 3 novembre 1867, ma rifiutò l'onorificenza. Mantenne il suo posto fino al 1870.
Dopo lo scioglimento del corpo degli zuavi pontifici, si ritirò a vita privata fino alla morte, sopraggiunta nel 1878.

## Memoria
- L'associazione degli zuavi canadesi prese nome di Union Allet in suo onore.[2]